# Râul Vâna Mare, Timiș
Râul Vâna Mare sau Râul Vena Mare este un afluent al râului Timiș. 

## Hărți
- Harta județului Timiș
- Harta județului Caraș-Severin